# Розенхайм (Альтенкирхен)
Розенхайм (нем. Rosenheim) — община в Германии, в земле Рейнланд-Пфальц.
Входит в состав района Альтенкирхен-Вестервальд. Подчиняется управлению Гебхардсхайн. Население составляет 707 человек (на 31 декабря 2010 года). Занимает площадь 4,10 км².